# Arrah Lee Gaul
Arrah Lee Gaul (1888-1980), foi uma pintora americana. Gaul foi a primeira mulher a ter uma exposição individual no Clube de Arte de Filadélfia. Gália foi a artista oficial do Sesqui-Centenário de Filadélfia e uma membro original das Dez de Filadélfia.

## Biografia
Gaul nasceu em 1888 em Filadélfia, Pensilvânia. Ela frequentou a Escola de Design de Filadélfia, estudando com Elliott Daingerfield, e Henry B. Snell.
Gaul prosseguiu estudos adicionais na Universidade da Pensilvânia antes de retornar em 1921 para ensinar na Escola de Design de Filadélfia e acabou eventualmente por se tornar a chefe do departamento de arte da Escola.
Em 1917, Gaul participou na exposição inaugural das Dez de Filadélfia. Ela também expôs nacionalmente no Art Institute of Chicago, na Academia de Belas-Artes da Pensilvânia e na Academia Nacional de Desenho, em Nova Iorque. Ela foi a primeira mulher a ter uma exposição individual no Clube de Arte de Filadélfia. Internacionalmente, expôs na Galeria Beaux Arts em Londres, no Salão de Paris de 1931 e no Grand Palais des Champs Elysees.
Gaul viajou frequentemente para locais estrangeiros para pintar, incluindo Grécia, Itália, Argélia, China, Hong Kong, Tailândia e Índia.
Gaul morreu na Filadélfia em 1980.